# 308nm准分子激光
308nm准分子激光是以氯化氙（化学式：XeCl）为激光受激气体而产生的波长为 308nm 的紫外激光。

## 主要用途
由于发现308nm准分子激光对皮肤病的治疗作用，2000年美国FDA开始用于皮肤病治疗领域，2005 年通过国家食品药品监督管理局（SFDA）认证进入中国。308nm准分子激光治疗仪是临床医学产生准分子激光的设备。
308nm准分子激光的皮肤治疗作用在于以下几个方面：
1. 刺激黑素细胞增生，促进黑素生成。
2. 诱导T细胞死亡。
3. 促进维生素D3生成。
4. 激活假性过氧化氢酶。
5. 以及目前尚未完全认识清楚。

308nm准分子激光在临床主要用于白癜风、银屑病、皮炎、慢性湿疹的治疗。
在《308nm准分子激光治疗36例白癜风临床疗效观察》文中，作者通过观测308nm准分子激光治疗白癜风的临床疗效和安全性，得出了该治疗方法安全、有效的结论。

## 其他用途
308nm准分子激光目前在工业上的主要用途是用于材料表面处理，包括：高分子材料、印刷板电路以及金属刀具的加工。